# Clara Walther

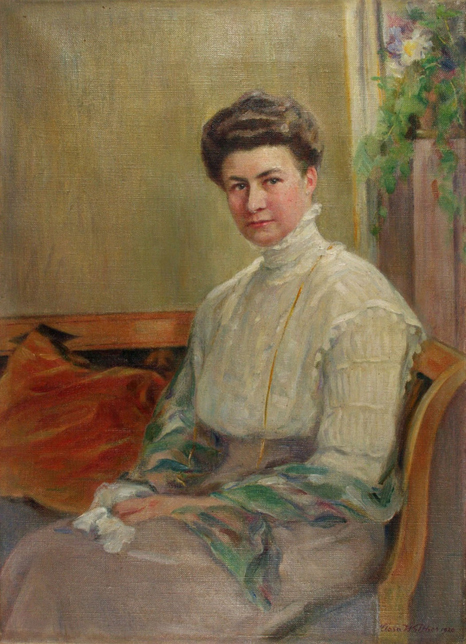
Porträt einer sitzenden Frau

Clara Walther (* 16. Februar 1860 in Pößneck; † 9. Juli 1943 in Pullach) war eine deutsche  Landschafts- und Stilllebenmalerin sowie Radiererin. Im Alter von sechzehn Jahren zeigte sie schon eine beachtliche Begabung.
Clara Walther studierte Malerei in Dresden, danach zwischen 1874 und 1880 in Weimar bei Zdzisław Suchodolski und seit 1883 in München bei Ludwig von Löfftz. Seit 1902 war sie in München ansässig. Clara Walther stellte ihre Werke seit 1888 im Münchner Glaspalast aus. Sie malte Interieurs, Bildnisse, Landschaften und Stillleben. Ihre letzten Lebensjahre verbrachte sie in Pullach, wo sie eine Villa besaß.